# شاناكداخيتي
كانَتْ شاناكداخيتي (تُهْجأ أيضًا شاناكدخيتو أو ساناكاداخيتي) ملكة وصية على مملكة كوش، وحكمت من مروي في أوائل القرن الأول الميلادي. لا يعرف عنها غير أنها شيَّدت معبدًا في النقعة. كانت شاناكداخيتي تعتبر أول ملكة حاكمة في مملكة كوش بناءً على تأريخ النقوش المرتبطة بها، إلا أن الدراسات الحديثة تعتقد أن أول ملكة هي الملكة ناهيرقو.

## النقوش

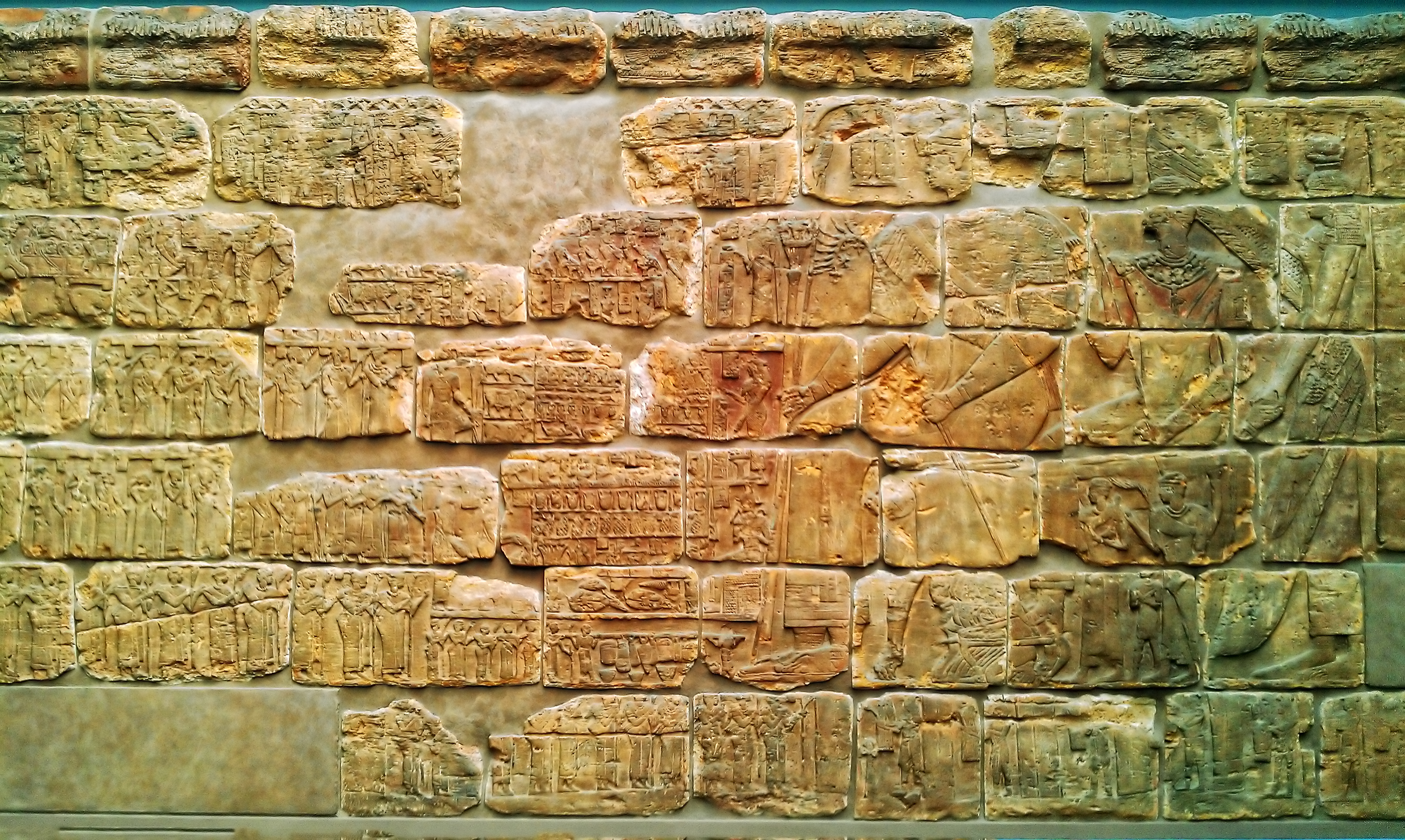
نقش بارز من الحجر الرملي الأحمر من مصلى هرم الملكة شنكداخت - المتحف البريطاني

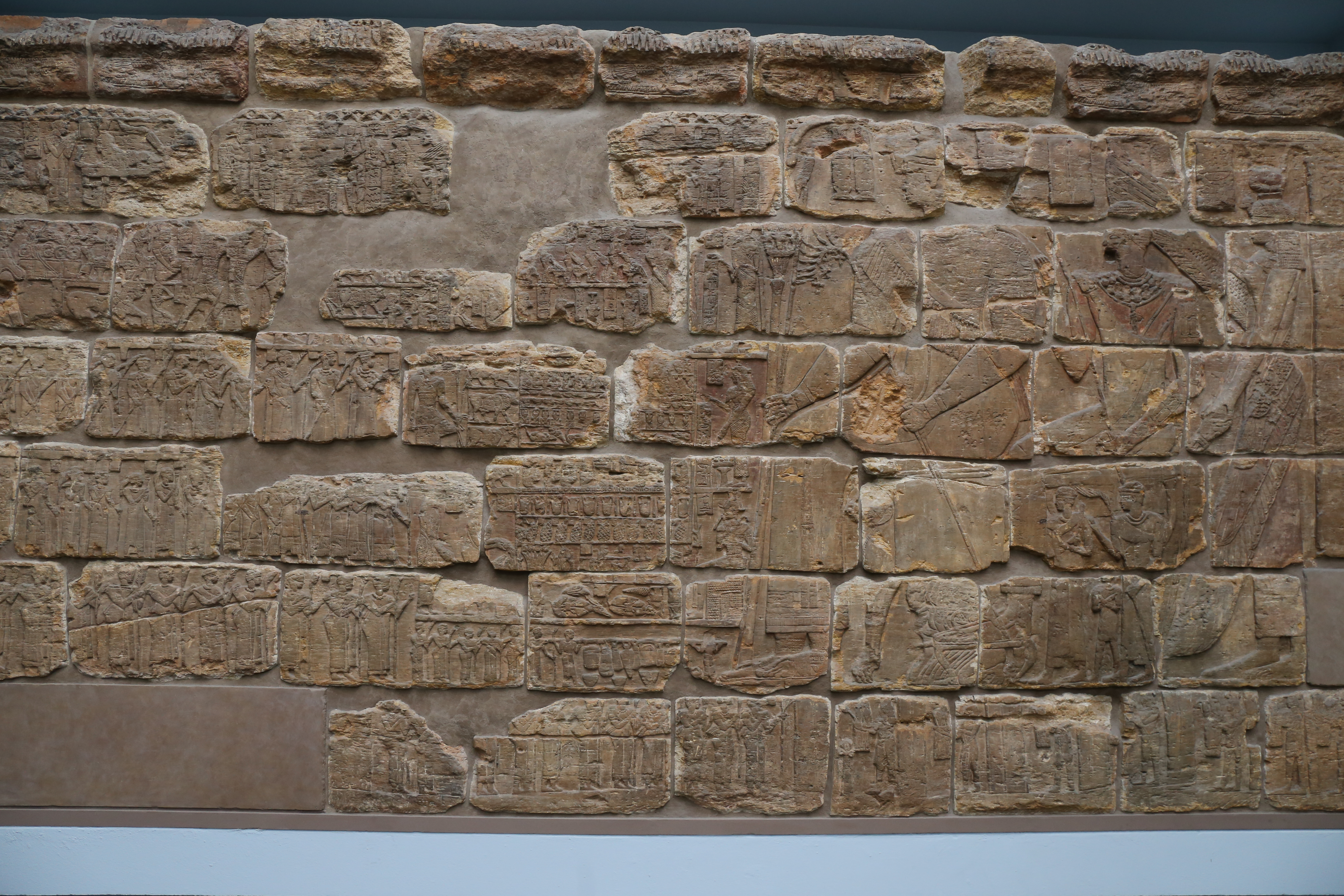
المتحف البريطاني - نقش بارز من مصلى هرم الملكة شنكداخت.

تُعرف شاناكداخيتي فقط من النقوش الهيروغليفية الموجودة في المعبد "F" بمنطقة النقعة، ولكن حالة النقوش سيئة جدا. شاناكداخيتي شيدت المعبد "F" مكان بناء سابق في الموقع ذاته. تلقب الملكة في نقوش المعبد ب "ابن رع، رب الأرضين، شاناكدخيتو".

## تسلسل العرش

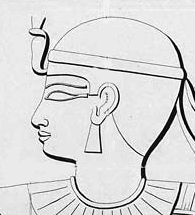
شانكداكيتو

اعتُبرت نقوش شاناكداخيتي في الدرسات القديمة من أقدم الأمثلة على النصوص المروية، تم تأريخ نقوشها إلى أواخر القرن الثاني قبل الميلاد. لذا بناءً على هذا التاريخ اعتُبرت شاناكداخيتي أقدم ملكة كوشية معروفة، مما دفع الباحثين إلى نسبة الهرم "بيج. ن 11" لها. يعود هذا الهرم إلى القرن الثاني قبل الميلاد، يحتوى الهرم على نقوش تظهر حاكمًا مهيبًا بدون ذكر اسمه. كذلك نُسب إلى شاناكداخيتي تمثال مزدوج يُصوِّرها إلى جانب أمير غير حاكم.
أعاد عالم المصريات كلود ريلي تقييم نقوش شاناكداخيتي في عام 2004، وخلص إلى أن تحليل النصوص الأثرية يشير إلى أن فترة حكمها أحدث عمّا كان يُعتقد، إما في مطلع القرن بين الأول قبل الميلاد والأول الميلادي، أو في النصف الأول من القرن الأول الميلادي. يذكر ريلي (2004 و2007) وجوزفين كوكيرتز (2021) أنه بناء على تحليلات ريلي فالهرم "بيج. N 11" والتمثال الموجود يصوران الملكة الوصية ناهيرقو من القرن الثاني قبل الميلاد وليس شاناكداخيتي. حظيت نسبة الهرم والتمثال لناهيرقو بقبول العديد من الباحثين مثل جانيس يلين (2020) وفرانسيس براير (2022).
تشير طريقة الكتابة الهيروغليفية في معبد شاناكداخيتي أنها حكمت في فترة قريبة من عهد الملكة أمانيشخيتو. يعتبر كوكيرتز (2021) أن شاناكداخيتي خلفت أمانيشخيتو في الحكم إذ حكمت في النصف الأول من القرن الأول الميلادي. ونسب الهرم "N 21" لشاناكداخيتي.